# Дворец Красиньских (Варшава)
Дворец Красиньских (пол. Pałac Krasińskich, также известный как дворец Речи Посполитой — Pałac Rzeczypospolitej) — дворец в стиле барокко в Варшаве (Польша). Он расположен на Площади Красиньских (Plac Krasińskich).

## История

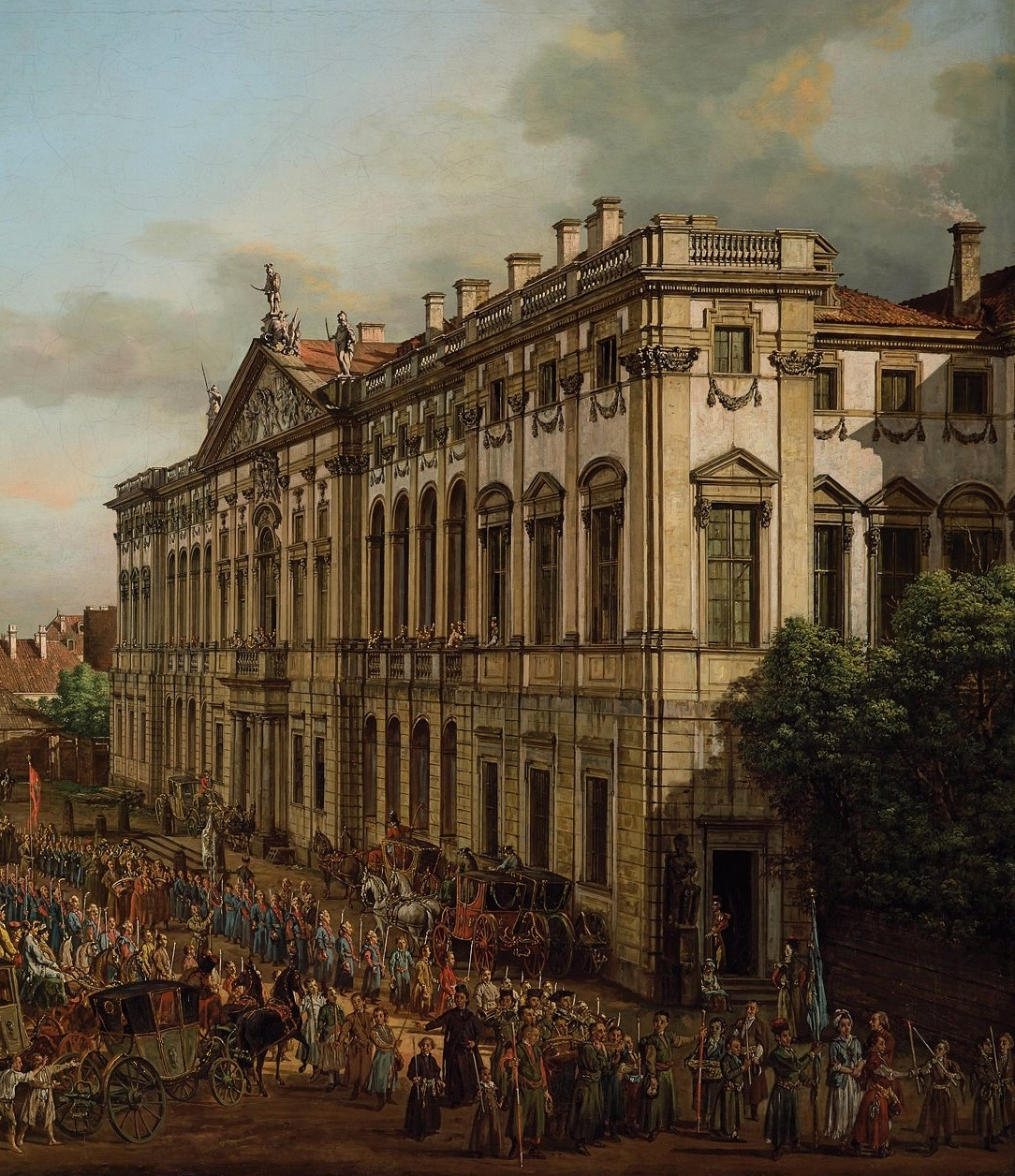
Дворец Красиньских в 1770 г.. Картина Бернардо Берлотто.

Дворец был построен в 1677-1683 годах для воеводы Плоцка Яна Бонавентуры Красинского, согласно проекту Тильмана ван Гамерена. Его фронтон был украшен рельефами, изображающими триумф легендарного «предка» польских родов Слеповронов и Корвинов, римского полководца Мания Валерия Максима Корвина Мессаллы, и скульптурной композицией, всё это работа Андреаса Шлютера. На первом этаже porte-fenêtre (вертикальная французская дверь-окно) венчалась картушем, поддерживаемым двумя ангелами, с монограммой основателя дворца JK. Внутреннее помещение было богато украшено в стиле барокко. Фрески выполнил придворный живописец короля Яна III Собеского Микеланджело Паллони. Оформление интерьера частично закончилось в 1699 году. Во дворце ранее хранились картины Альбрехта Дюрера, Корреджо, Рембрандта и Рубенса, которые ныне не представлены во дворце.
Согласно плану Гамерена дворец должен был быть создан во французском стиле entre cour et jardin (между входным двором и садом) с курдонёром, двумя симметричными постройками, садом-партером (à la française) с тремя радиальными аллеями и дворцом в центральной оси, но план никогда не был полностью выполнен.
В 1765 году во дворце разместилась Казначейская комиссия Речи Посполитой. После пожара 1783 года здание дворца было перестроено внутри согласно проекту Доменико Мерлини. В период между двумя мировыми войнами здесь располагался Верховный суд Польши.
Дворец был сожжён и разрушен немцами во время Второй мировой войны. Позднее его восстановили. Сегодня дворец является частью Национальной библиотеки Польши, специальный коллекционый отдел манускриптов и старинных гравюр из Библиотеки Залуских (только 5 % от богатой коллекции библиотеки Залусских, которая была намеренно уничтожена немцами по окончании Варшавского восстания в октябре 1944 года).
Фасад дворца украшен скульптурами работы Андреаса Шлютера. Внутренний интерьер был разработан в 1780-е годы Доменико Мерлини и был восстановлен после Второй мировой войны. Рядом расположен Сад Красиньских, доступный для публики с 1768 года.
Отреставрированный дворец Красиньских открыли для посещения всем желающим в 2024 году, внутри действует постоянная выставка ценных рукописей известных людей.

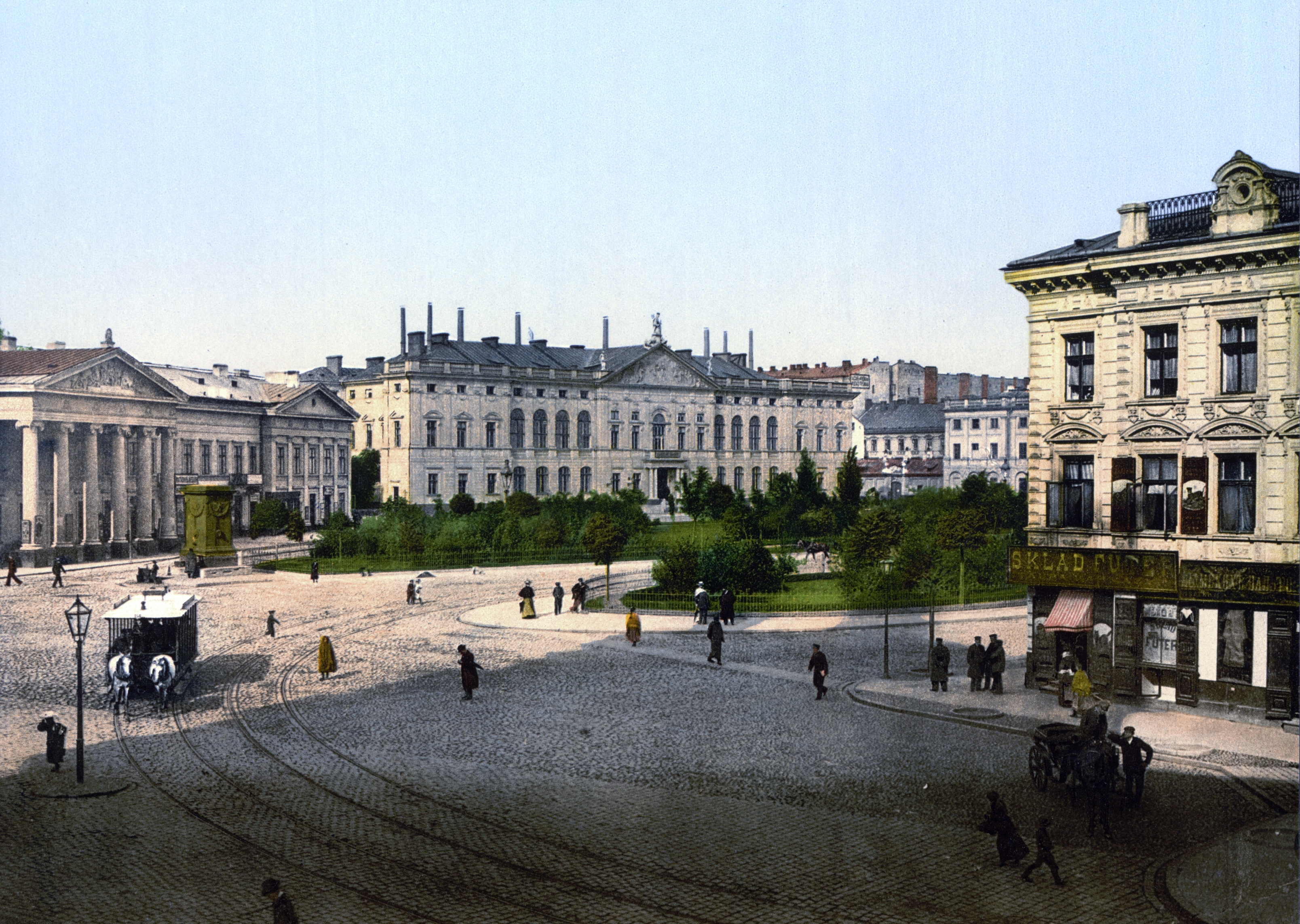
Площадь Красиньских, 1890-е годы.
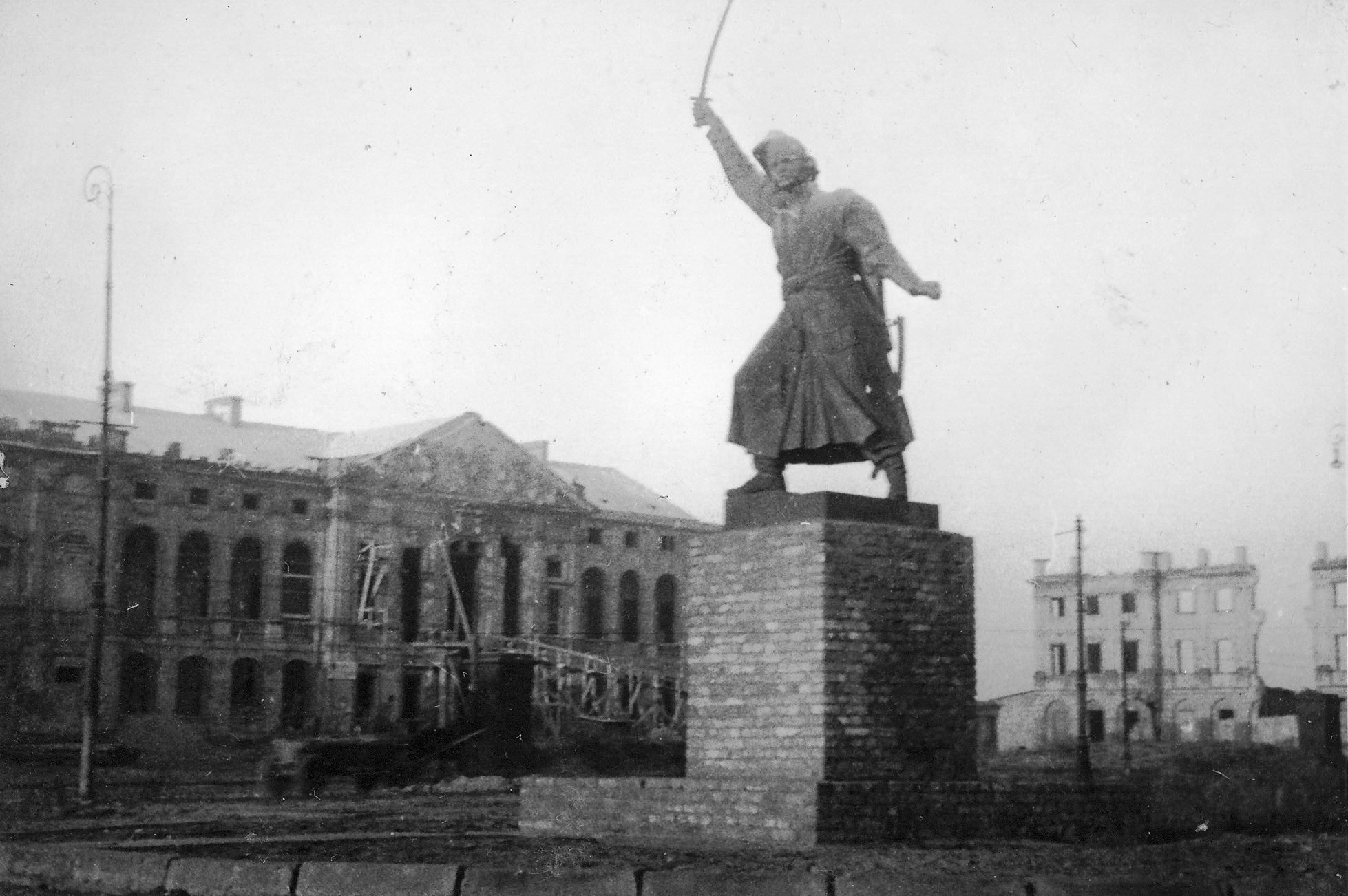
Вид после Второй мировой войны
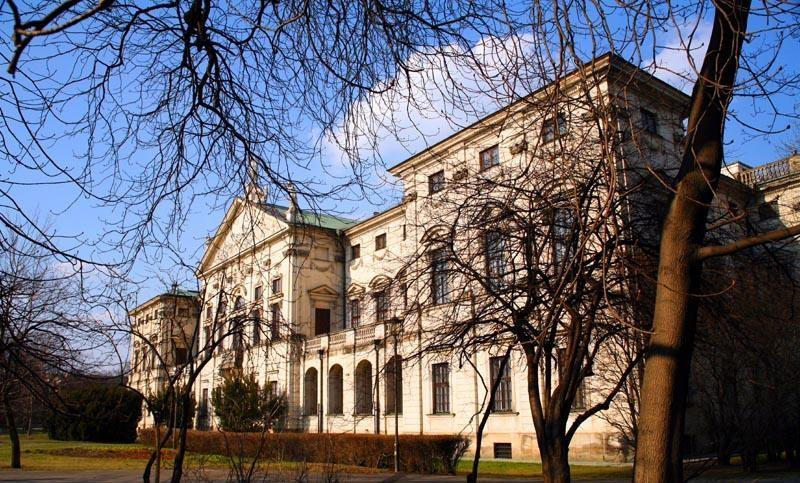
Фасад со стороны сада.
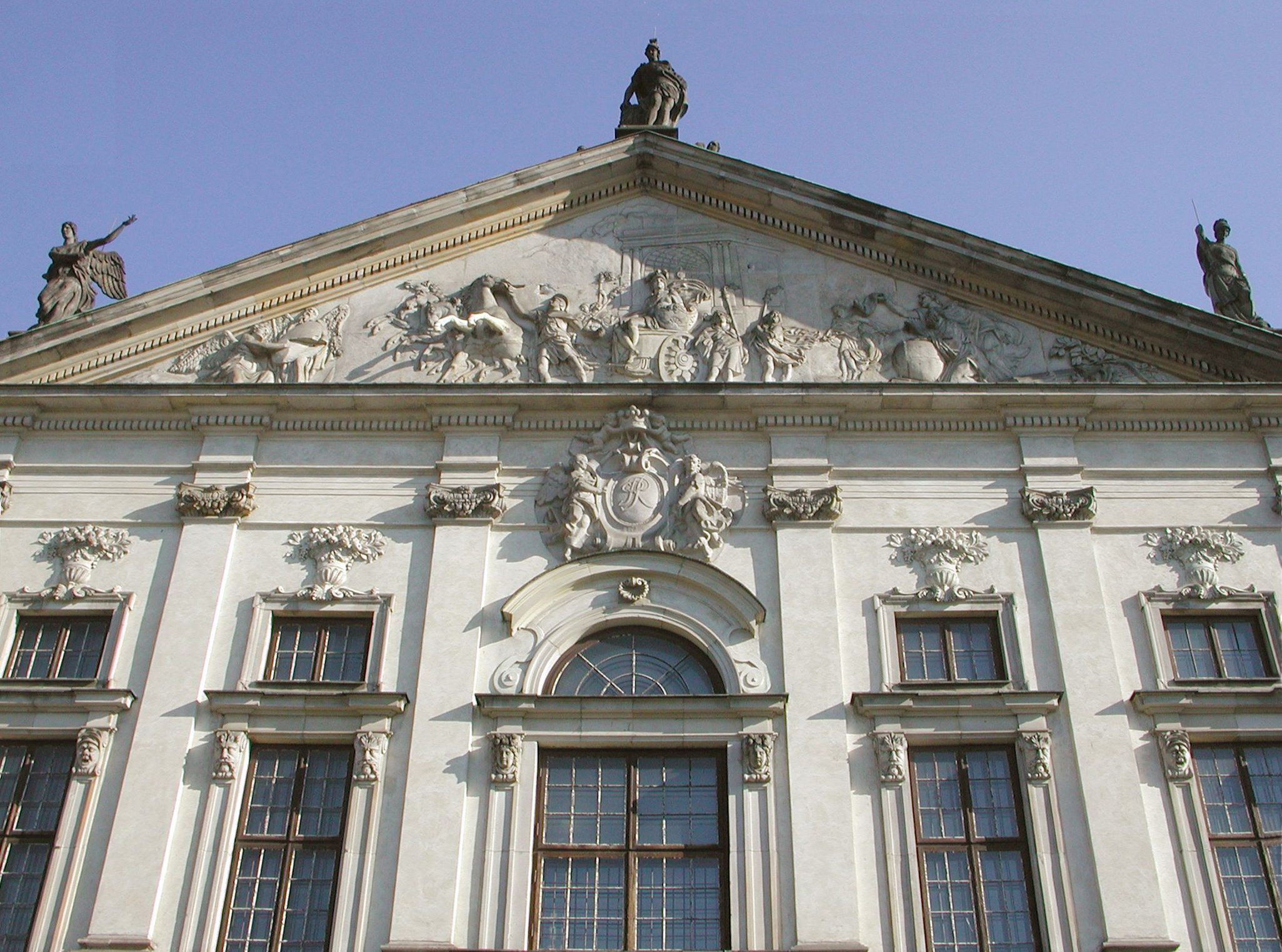
Фронтон: Триумф Марка Валерия Корвина Андреаса Шлютера